# Székelycsóka
Székelycsóka (1899-ig Csóka, románul: Corbești) falu Romániában Maros megyében.

## Fekvése
Marosvásárhelytől 13 km-re délre a Küküllőmenti dombságon fekszik.

## Története
1567-ben Chyokaffalwa néven említik.
1910-ben 513, túlnyomórészt magyar lakosa volt. A trianoni békeszerződésig Maros-Torda vármegye Marosi alsó járásához tartozott. 1992-ben 116 lakosából 1 román kivételével valamennyi magyar. Református temploma 1800 és 1804 között épült a régi helyére.

## Híres emberek
Itt született 1916-ban Somodi Albert tankönyvszerző, néprajzi gyűjtő.